# Liste des députés bruxellois (1989-1995)
Pour les articles homonymes, voir Liste des députés bruxellois.
Liste des députés pour la législature 1989-1995 au parlement bruxellois. Ils siègent du 12 juillet 1989 au 21 mai 1995 et se composent de 64 députés francophones et 11 députés néerlandophones.

## Bureau
- Edouard Poullet, président
- Jan Béghin, vice-président
- Jean Demannez, 1er vice-président
- Jacques Simonet, 2e vice-président remplace Jacques Vandenhaute
- Bernard Clerfayt[1] (19.10.1994) 3e vice-président remplace Jacques Maison

### Secrétariat
- Andrée Guillaume-Vanderroost
- André Drouart
- Michiel Vandenbussche remplace Rufin Grijp
- André Monteyne remplace Annemie Neyts-Uyttebroeck

## Élus du Conseil francophone (64)

### PS (18 + 1)
1. Marie-Christine Blanchez (27.01.1994) remplace Jean-Louis Stalport qui remplace Léon Defosset
2. Jacques De Coster
3. Jean Demannez
4. Ghislaine Dupuis (transfuge du FDF, 1993)
5. Diego Escolar
6. Sylvie Foucart
7. Andrée Guillaume-Vanderroost
8. Marc Hermans (12.01.1990) remplace Anne-Sylvie Mouzon	remplace Charles Picqué, ministre-président
9. Viviane Jacobs
10. Guy Lalot
11. Alain Leduc
12. Christian Magérus
13. Serge Moureaux
14. Anne-Sylvie Mouzon (12.01.1990) remplace Robert Hotyat, chef de groupe (devenu secrétaire d'état)
15. Joseph Parmentier
16. Léon Paternoster remplace Christian D'Hoogh
17. Victor Rens remplace Raymonde Dury
18. Louis Saelemaekers (14.10.1993) remplace Charles Huygens
19. Monique Van Tichelen

### PRL (15)
1. Éric André remplace François-Xavier de Donnea (sénateur)
2. Marc Cools
3. Jean-Pierre de Clippele
4. Yves de Jonghe d'Ardoye
5. Stéphane de Lobkowicz
6. Evelyne Derny (29.05.1993) remplace Christian Lejeune (17.12.1991-29.01.1993) remplaçant Armand De Decker, chef de groupe
7. Guillaume Eylenbosch remplace Jacques De Grave (17.12.1991-10.01.1995) remplace Marie-Laure Stengers
8. Bernard Guillaume
9. Hervé Hasquin
10. Marion Lemesre
11. Jean-Emile Mesot (17.12.1991) remplace Jacques Vandenhaute
12. Claude Michel
13. Philippe Smits (19.06.1992) remplace Willem Draps
14. Philippe van Cranem (13.01.1995) remplace Jacques Simonet (+ 04.01.1995)
15. Alain Zenner (17.12.1991) remplace Eric van Weddingen

### FDF-ERE (12 - 1)
1. Françoise Carton de Wiart
2. Bernard Clerfayt remplace Georges Désir, ministre, puis démissionnaire (17.12.1991)
3. Jean-Pierre Cornelissen
4. Michel De Herde (31.12.1994) remplace Michel Hecq[2] (22.7.94) remplace Pascale Govers (7.02.1991) remplace François Roelants du Vivier qui remplace Didier Gosuin (ministre)
5. Serge de Patoul
6. Nicole Dereppe-Soumoy
7. Pascale Govers[2] (22.7.94) remplace Martine Payfa, démissionnaire
8. Michel Hecq (31.12.1994) remplace Olivier Maingain, démissionnaire
9. François Roelants du Vivier (7.02.1991) remplace Antoinette Spaak, démissionnaire
10. Christian-Guy Smal[1] (19.10.1994) remplace Jacques Maison (+)
11. Anne-Marie Van Pévenage[1] (19.10.1994) remplace Christian-Guy Smal (17.12.1991) qui remplace Didier van Eyll, chef de groupe (devenu ministre)

- Ghislaine Dupuis passe au PS en 1993 à la suite de la fédération du PRL et du FDF en MR

### PSC (9)
1. Richard Beauthier
2. Bernard de Marcken de Mercken
3. Michel Demaret
4. Jean-Paul Dumont (17.12.1991) remplace Nathalie de T' Serclaes, chef de groupe
5. Michel Lemaire (1994) remplace Dominique Harmel, secrétaire d'Etat
6. Jean Leroy
7. Edouard Poullet
8. Jean-Louis Thys (remplacé de 1989-1994 par Michel Lemaire)
9. Magdeleine Willame-Boonen

### ECOLO (8)
1. Alain Adriaens
2. Philippe Debry
3. Annick de Ville de Goyet (17.12.1991) remplace Thierry De Bie
4. André Drouart
5. Michel Duponcelle
6. Paul Galand
7. Évelyne Huytebroeck
8. Maria Nagy Patino, chef de groupe

### FN-NF (2)
1. Comte Thierry de Looz-Corswarem
2. Alain Michot

## Élus du Conseil néerlandophone (11)

### VU (1)
- Jan De Berlangeer remplace Vic Anciaux, secrétaire d'état

### CVP (4)
1. Jan Béghin
2. Simonne Creyf remplace Jos Chabert, ministre
3. Walter Vandenbossche, chef de groupe
4. Brigitte Grouwels (31.01.1992) remplace Marie-Jeanne Schoenmaekers-Clerckx

### AGALEV (1)
- Dolf Cauwelier (nl) décédé le 15 avril 2018[3]

### SP (2)
- Robert Delathouwer (31.01.1992) remplace Michiel Vandenbussche qui remplace Rufin Grijp, chef de groupe (devenu ministre)
- Michiel Vandenbussche (31.01.1992) remplace Robert Garcia, démissionnaire

### PVV (2)
- August De Winter
- André Monteyne (22.07.1994) remplace Annemie Neyts, chef de groupe

### VB (1)
- Roeland Van Walleghem (22.04.1994) remplace Joris Van Hauthem, démissionnaire